# Dear Friends リナ&マキ
『Dear Friends リナ&マキ』（ディアフレンズ リナ アンド マキ）は、Yoshi作のケータイ小説。
2007年に『Dear Friends』（ディアフレンズ）のタイトルで映画化された。

## あらすじ
完璧な容姿を持つ女子高生・高橋リナは「友達は必要な時に利用するもの」「無くても生きていける」と、友達という存在を必要とせず、自由奔放に生きていた。しかし、ある日リナは自身が癌に侵されている事を知り、絶望の淵に落とされる。
そんな時、彼女の前に現れたのは小学校の同級生・遠藤マキだった。彼女の事を覚えていなかったために、当初は彼女を冷たくあしらっていたリナだったが、マキの優しさに触れて次第に心を開く様になる。
リナの病気は完治したが、生きていく希望を見出せないリナは、再び病院の屋上で自殺する事を考える。そんな時マキが目の前に現れる。そこでマキの病気のことを初めて知ったリナは、夢を持ち生きて行く希望を持った。

## 書誌情報
- 2003年8月
- スターツ出版
- ISBN 4-88381-016-X

## 映画
『Dear Friends』のタイトルで2007年2月3日に公開された。

### キャスト
- 北川景子 - 高橋リナ
- 本仮屋ユイカ - 遠藤マキ
- 黄川田将也 - 洋介
- 通山愛里 - ヒロコ
- 佐々木麻緒 - カナエ
- 松嶋初音 - エミ
- 西川風花
- 松原静香
- 伊藤留奈
- 小林愛里香 - 高橋リナ（幼少時代）
- 安藤咲良
- 路川あかり
- 小川飛鳥
- 荒井健太郎 - タカシ
- 菊地裕子
- 佐野元哉
- 平野麻樹子
- 中山俊
- エイヴェリー・フェーヌ・クレンマン
- 大谷直子 - 婦長
- 川口りさ
- 上原あい
- 戸田れい
- 萩原未奈
- 藤田侑
- 久保田悠来
- 丸尾博志
- 井上裕史
- 八巻博史
- 辻内南季
- 藤川千尋
- 上久保英里
- 加納匠悟
- 野貴葵
- 上野亮
- 小林且弥
- あすか
- 野波麻帆 - 看護婦
- 仁科克基
- 根岸季衣
- 小市慢太郎 - 木下医師
- 宮崎美子 - 高橋加奈子
- 大杉漣 - 高橋幸三

### スタッフ
- 監督：両沢和幸
- 原作：Yoshi『Dear Friends リナ&マキ』（講談社文庫刊）
- 脚本：両沢和幸、三浦有為子
- 音楽：藤原いくろう
- 主題歌：SOULHEAD「Dear Friends」
- 挿入歌：今日の日はさようなら （作詞・作曲 金子詔一）
- 製作プロダクション：東映東京撮影所
- 製作：「Dear Friends」製作委員会（東映、東映ビデオ、星光堂、ビッグショット、スターダストピクチャーズ、ダブルス）
- 配給：東映

### 楽曲
- YOJI BIOMEHANIKA『HARDSTYLE DISCO-PV EDIT』
- DJ OZAWA『Wish』
- DJ OZAWA『Into The Darkness』
- DJ TEN+Ace Closer『Magical Flight (Club Mix) 』
- DJ OZAWA『DNA [ORIGINAL MIX] 』
- DJ TORA『TOKYO RAVE 02 [200X REMIX] 』
- DJ TORA『LOVE SUNSHINE (Dear Friends MIX) 』

## 資料
- Dear Friends （改題）2006年12月15日発行 講談社文庫 ISBN 4-06-275602-1
- 「Dear Friends」パンフレット 2007年2月3日発行 東映事業推進部